# Merlík vonný
Merlík vonný (Dysphania ambrosioides, dříve Chenopodium ambrosioides) je jednoletá léčivá léčivá bylina z čeledi laskavcovité (původně merlíkovité). Původním areálem výskytu je Střední a Jižní Amerika. Extrakty z rostliny se používají tradičně v lidovém léčitelství v Jižní a Střední Americe již od dob Mayské civilizace. Komerčně vyráběný olej ze semen D. ambrosioides byl hlavním používaným anthelmintikem proti střevním parazitům u lidí (Ascaris lumbricoides, měchovci či tenkohlavci) do objevu benzimidazolů. Podstatou antiparazitárního účinku je terpenická látka ascaridol obsažená především v semenech této rostliny.